# 1930 في بولندا
فيما يلي قوائم الأحداث التي وقعت خلال عام 1930 في بولندا.

## سياسة

### تعيين في المنصب
- 15 أغسطس – يوزف بيوسودسكي رئيس مجلس وزراء بولندا.

### انتهاء فترة المنصب
- 4 ديسمبر – يوزف بيوسودسكي رئيس مجلس وزراء بولندا.

## مواليد

### يناير
- 1 يناير – فيليتسيا لانغر

### مارس
- 23 مارس – زيجمونت هوبنر

### أكتوبر
- 5 أكتوبر – رينهارد سولتن عالم اقتصاد ألماني.

### ديسمبر
- 22 ديسمبر – كورت دريشر فيزيائي ألماني.

## وفيات

### يناير
- 1 يناير – إدموند جومانسكي (مواليد 1854)

### مارس
- 6 مارس – ألفريد فون تيربيتز (مواليد 1849)

### أكتوبر
- 10 أكتوبر – هاينريش غوستاف أدولف إنغلر (مواليد 1844) عالم نبات ألماني.

### ديسمبر
- 25 ديسمبر – يوجين غولدشتاين (مواليد 1860) فيزيائي ألماني.